# Eulimnichus analis
Eulimnichus analis är en skalbaggsart som först beskrevs av Leconte 1879.  Eulimnichus analis ingår i släktet Eulimnichus och familjen lerstrandbaggar. Inga underarter finns listade i Catalogue of Life.